# Gorzów (wieś)
Gorzów – wieś w Polsce, położona w województwie małopolskim, w powiecie oświęcimskim, w gminie Chełmek.
W latach 1956–68 w granicach osiedla Chełmek. W latach 1975–1998 wieś administracyjnie należała do województwa bielskiego.

## Integralne części wsi
| SIMC    | Nazwa      | Rodzaj    |
| ------- | ---------- | --------- |
| 1050282 | Kopanki    | część wsi |
| 1050299 | Małowy     | część wsi |
| 0050742 | Podkomorek | część wsi |
| 0050759 | Świnna     | część wsi |

## Historia
Miejscowość ma metrykę średniowieczną i istnieje co najmniej od XV wieku. Wymieniona po raz pierwszy w 1456 w dokumencie zapisanym w języku łacińskim jako Gozow, a w 1463 Gorzow .
Została odnotowana w historycznych dokumentach własnościowych, prawnych i podatkowych. Wieś początkowo była własnością szlachecką. W 1456 należała do Pemcza (Femka?). W 1463 Dorota wdowa po Fredrze z Rubieszowic w ziemi przemyskiej ustąpiła wieczyście Stanisławowi Ligęzie z Gorzyc trzecią część swoich dóbr dziedzicznych w postaci zamku Bobrek i wsi do niego przynależnych, w tym m.in. Gorzowa. Dorota za zgodą syna Jana sprzedała temuż Ligęzie za 700 grzywien także dwie pozostałe części wyżej wymienionych dóbr .
Według zapisów Liber beneficiorum dioecesis Cracoviensis spisanych przez Jana Długosza w latach 1470–1480 Gorzów był wsią koronną należącą do polskiego króla Kazimierza IV Jagiellończyka. W 1489 dokument odnotował pobór z jednego łana, w 1490 z trzech, a w 1497 z łanów dziewięciu. W 1508 pobór z trzech łanów - łącznie z Bobrownikami i Gromcem. W 1500 doszło do podziału dóbr między braćmi Mikołajem, Feliksem, Stanisławem oraz Piotrem Ligęzami w wyniku czego Piotrowi przypadła m.in. wieś Gorzów w ziemi krakowskiej. W 1530 odnotowano we wsi pobór z trzech łanów łącznie z Bobrownikami, Gromcem, a także z karczmy dziedzicznej oraz karczmy dorocznej .
W 1595 roku znajdowała się w powiecie śląskim województwa krakowskiego Rzeczypospolitej Obojga Narodów. Stanowiła własność kasztelana wiślickiego Mikołaja Ligęzy. Po rozbiorach Polski wieś stała się częścią zaboru austriackiego.
Wieś wraz z przysiółkiem Pustynią pod koniec XIX wieku wymienia Słownik geograficzny Królestwa Polskiego. Dzieliła się na dwie części, z których mniejsza liczyła 90 mórg pastwisk, a większa 319 mórg roli, 109 mórg łąk i ogrodów oraz 93 morgi pastwisk. W 1881 roku miała ona 719 mieszkańców wyznania rzymskokatolickiego. Znajdowała się w niej jednoklasowa filia szkoły ludowej.
Po I wojnie światowej wieś wraz z całą Małopolską znalazła się w II Rzeczypospolitej.

## Położenie geograficzne
Gorzów leży nad lewym brzegiem Przemszy, przy jej ujściu do Wisły, na szerokiej i płaskiej terasie wspólnej dla obu rzek. Zajmuje obszar o powierzchni 391 hektarów.
Granica zachodnia i południowa poprowadzona jest naturalnie wzdłuż rzeki Przemszy (kilka kilometrów) i Wisły (kilkadziesiąt metrów), po drugiej stronie od południa leży Oświęcim, a od zachodu Czarnuchowice, które są dzielnicą Bierunia. Granica wschodnia i północna wyznaczona jest sztucznie i przebiega nieregularnie, od wschodu leży wieś Bobrek, od północy miasto gminne Chełmek. Mieszkańcy Gorzowa posługują się lokalnymi nazwami poszczególnych części wsi, na przykład Babin, Kopanki, Cholerny Cmentarz, Orliska, Piaski, Małowy, Nowa Wieś.
Główne drogi przebiegające przez Gorzów, to ulice: Oświęcimska, Gorzowska, Szkolna i Nowowiejska, które są drogami powiatowymi zarządzane przez Zarząd Dróg Powiatowych w Oświęcimiu, pozostałe ulice zarządzane są przez gminę Chełmek. Od strony wschodniej przebiega dawna droga wojewódzka nr 933, zdegradowana do statusu drogi powiatowej (1809K) po wybudowaniu wschodniej obdownicy Oświęcimia przebiegającej przez Bobrek. Nowa droga powiatowa 1809K wyznacza granicę pomiędzy Bobrkiem a Gorzowem.

## Komunikacja
Przez Gorzów przebiega linia kolejowa nr 93, którą uruchomiono 1 lutego 1856 w celu połączenia Lwowa z Wiedniem. W latach 50. XX wieku uruchomiono przystanek kolejowy Świnna, który był zlokalizowany „na Babinie” (przy przejściu obecnej ulicy Oświęcimskiej pod torami kolejowymi). Jednak przełomowym wydarzeniem był maj 1973, kiedy otwarto przystanek kolejowy Gorzów Chrzanowski zlokalizowany około jednego kilometra na północ od Świnnej (przy przejściu obecnej ulicy Nowowiejskiej pod torami kolejowymi).
W Gorzowie Chrzanowskim zatrzymują się pociągi regionalne SKA3 realizowane przez Koleje Małopolskie oraz Polregio. Gorzów posiada bezpośrednie połączenie z Krakowem, Trzebinią i Oświęcimiem. Od 2019 roku wznowiono połączenie z Krakowa przez Oświęcim do Czechowic-Dziedzic, dzięki temu Gorzów Chrzanowski znów posiada połączenie z tym miasem, a dzięki przesiadce również z Bielskiem, Żywcem i Zwardoniem.

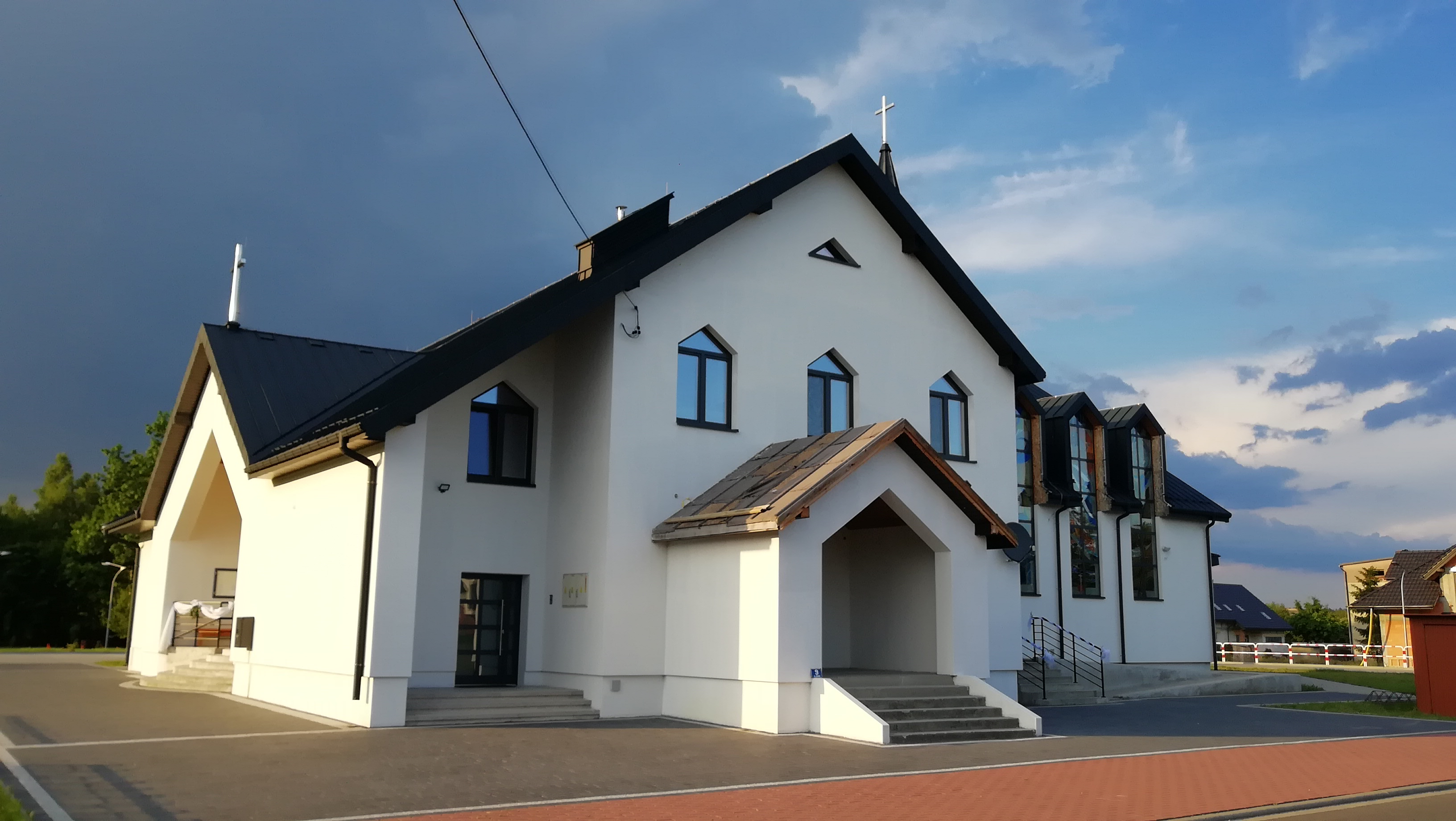
Kościół parafialny p.w. św. Jadwigi Królowej w Gorzowie
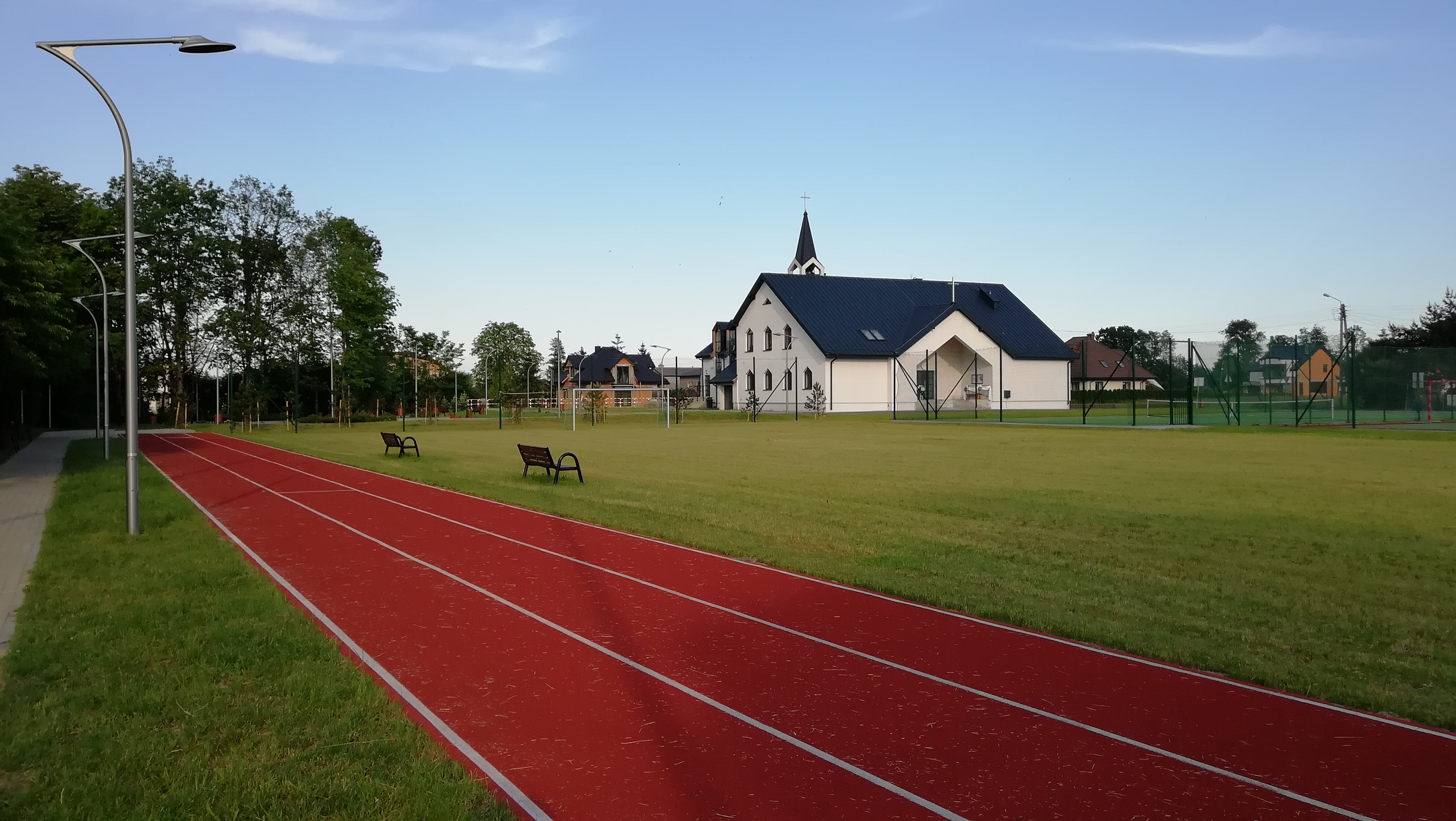
Plac sportowy przy szkole podstawowej i kościele parafialnym
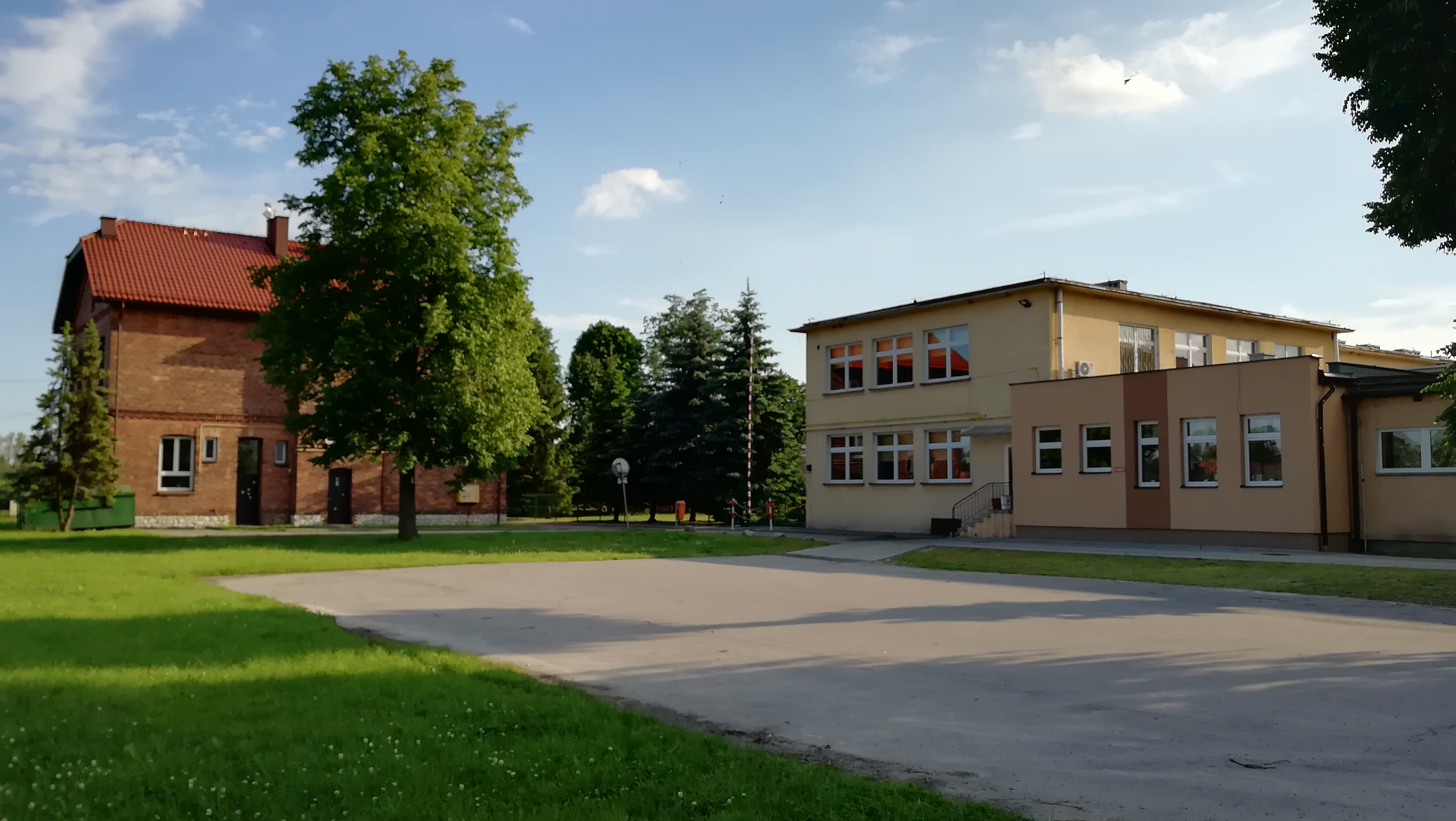
Szkoła podstawowa im. M. Konopnickiej w Gorzowie
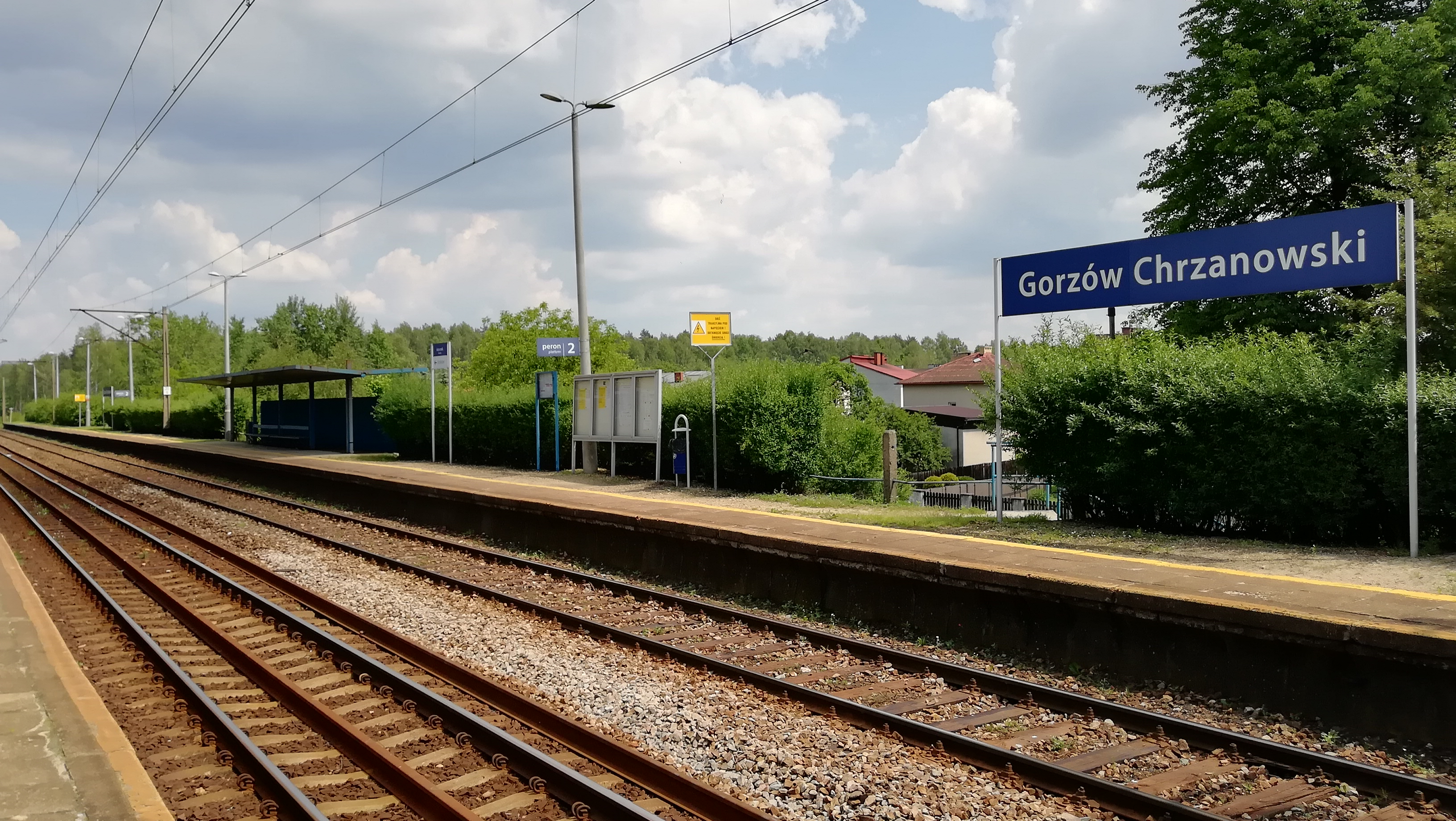
Przystanek kolejowy w Gorzowie Chrzanowskim